# Hopea oblongifolia
Hopea oblongifolia är en tvåhjärtbladig växtart som beskrevs av William Turner Thiselton Dyer. Hopea oblongifolia ingår i släktet Hopea och familjen Dipterocarpaceae. Inga underarter finns listade i Catalogue of Life.